# Metarranthis hypochraria
Metarranthis hypochraria là một loài bướm đêm trong họ Geometridae.